# Galleria La Tartaruga
La Galleria La Tartaruga fu una galleria d'arte fondata da Plinio De Martiis nel febbraio del 1954 a Roma, in via del Babuino 196, e inaugurata con una mostra di litografie di Daumier.

## Storia della Galleria
Fu luogo di ritrovo di artisti, letterati, critici, galleristi e intellettuali provenienti da tutto il mondo, importante luogo di scambio per le idee e la cultura soprattutto tra gli anni cinquanta e settanta; fu la prima galleria a introdurre nella capitale, all'inizio degli anni sessanta, l'arte contemporanea americana.
Sempre all'inizio di quel decennio la galleria si trasferì a Piazza del Popolo dove divenne punto di riferimento per quel gruppo di giovani artisti, che fu in seguito definito Scuola di Piazza del Popolo. Nel 1968 fu proprio Giosetta Fioroni a inaugurare il Teatro delle mostre, ciclo di mostre che rese la galleria una sorta di laboratorio permanente per la sperimentazione di un rapporto differente tra il pubblico e l'arte, in linea con le nuove forme creative che andavano sviluppandosi negli stessi anni. In questa decade, dopo la scomparsa della moglie e collaboratrice di Plinio De Martiis, Ninnì Pirandello, videro una pausa di due anni nell'attività della galleria (1972-1973) che alla riapertura si dedicò soprattutto al teatro, al cinema, alla musica e alla poesia visiva.
Dalla fine degli anni settanta La Tartaruga divenne punto di riferimento per gli artisti definiti in seguito Anacronisti fino alla chiusura della galleria avvenuta nel 1984. L'attività di Plinio de Martiis proseguì a livello editoriale e come curatore di mostre fino al 1995 quando inaugurò a Castelluccio di Pienza una nuova sede espositiva. L'archivio della galleria è conservato presso l'Archivio di Stato di Latina. Fu dichiarato di notevole interesse storico da parte della Sovrintendenza archivistica per il Lazio nell'agosto 2003.